# Sun Daolin

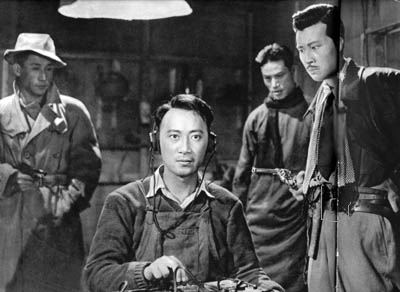
Sun Daolin dans '.

Sun Daolin (孙道临, 18 décembre 1921 – 28 décembre 2007) est un acteur et réalisateur chinois.

## Biographie
Sun Daolin est né à Pékin (la ville s'appelle alors Beiping) en 1921 sous le nom de Sun Yi-liang dans une famille de quatre enfants. Son père, Sun Wen-Yau, est un ingénieur ferroviaire qui travaille à Bruxelles. Sa mère, Fan Nian-Hua, et son père sont originaires de Jiashan au Zhejiang. Il entre à l'université Yenching mais ses études de philosophie sont interrompues par la seconde guerre sino-japonaise en 1937. Durant le conflit, il s'implique dans des activités de résistance, par exemple en jouant dans des pièces de théâtre, et est emprisonné par le régime collaborationniste mise en place par les Japonais. Il reçoit son diplôme de philosophie en 1947.
Comme acteur, l'un de ses premiers rôles au cinéma est dans Corbeaux et Moineaux de Zheng Junli, une polémique sur la corruption du gouvernement nationaliste juste avant sa défaite dans la guerre civile chinoise. Après 1949, Sun continue à jouer et incarne le frère aîné dans Famille, une adaptation d'un roman de Ba Jin.
Sun Daolin est l'un des plus célèbres acteurs des années 1950 à 1970 en Chine. Pendant quatre décennies, pour beaucoup de Chinois, il est une idole et un fantasme pour toutes les femmes célibataires.
Dans les années 1980, Sun commence à s’intéresser à la réalisation. En 1983, il écrit, réalise, et joue dans Tempête, inspiré d'une pièce de Cao Yu, qui est bien reçu. Son second essai derrière la caméra est le film La Belle-mère de 1992. Après avoir pris une semi-retraite, il s'intéresse à la poésie, à Hamlet, aux musiques de Schubert. Il est présent à plusieurs festivals internationaux jusqu'à la fin des années 1990.
Sun meurt à Shanghai en 2007. 1 000 de ses admirateurs donnent une obole. Sa femme, Wang Wenjuan (en), une actrice d'opéra de Shaoxing, lui survit, ainsi que sa fille Sun Qingyuan. Wang est connue pour son rôle dans Le Rêve dans le pavillon rouge.

## Filmographie non exhaustive

### Comme acteur
| Année | Titre français                   | Titre chinois    | Rôle           | Notes                                         |
| ----- | -------------------------------- | ---------------- | -------------- | --------------------------------------------- |
| 1949  | Corbeaux et Moineaux             | 乌鸦与麻雀       | Hua Haozhi     |                                               |
| 1950  | Min zhu qing nian jin xing qu    | 民主青年进行曲   |                |                                               |
| 1955  | La Traversée du fleuve Yangtze   | 渡江侦察记       |                |                                               |
| 1955  | Nan dao feng yun                 | 南岛风云         | Han Chengguang |                                               |
| 1957  | Famille                          | 家               | Chueh-hsin     |                                               |
| 1957  | La Ville sans nuits              | 不夜城           |                |                                               |
| 1958  | La Vague éternelle (zh)          | 永不消失的电波   |                |                                               |
| 1961  | Une Famille révolutionnaire (en) | 革命家庭         |                |                                               |
| 1963  | Début de printemps en février    | 早春二月         |                |                                               |
| 1977  | Printemps                        |                  |                | Pour célébrer la chute de la bande des Quatre |
| 1979  | Li Siguang                       | 李四光           |                |                                               |
| 1982  | Les Maîtres de go                | 一盘没有下完的棋 |                | en partie tourné au Japon                     |
| 1983  | Tempête                          | 雷雨             |                |                                               |

### Comme réalisateur
| Année | Titre français          | Titre chinois | Notes |
| ----- | ----------------------- | ------------- | ----- |
| 1983  | Tempête                 | 雷雨          |       |
| 1986  | Le Président provisoire | 非常大总统    |       |
| 1992  | La Belle-mère           | 继母          |       |